# Сатурн (премия, 1984)
11-я церемония вручения наград премии «Сатурн» за заслуги в области фантастики, фэнтези и фильмов ужасов за 1983 год состоялась 24 марта 1984 года.

## Лауреаты и номинанты
Лауреаты указаны первыми, выделены жирным шрифтом и  отдельным цветом. 

### Основные категории
| Категория                          | Лауреаты и номинанты                                                                             | Лауреаты и номинанты                                                                                |
| ---------------------------------- | ------------------------------------------------------------------------------------------------ | --------------------------------------------------------------------------------------------------- |
| Лучший научно-фантастический фильм | • Звёздные войны. Эпизод VI: Возвращение джедая / Return of the Jedi                             | • Звёздные войны. Эпизод VI: Возвращение джедая / Return of the Jedi                                |
| Лучший научно-фантастический фильм | • Голубой гром / Blue Thunder                                                                    | |
| Лучший научно-фантастический фильм | • Мозговой штурм / Brainstorm                                                                    | |
| Лучший научно-фантастический фильм | • Странные захватчики / Strange Invaders                                                         | |
| Лучший научно-фантастический фильм | • Военные игры / WarGames                                                                        | |
| Лучший фильм-фэнтези               | • Что-то страшное грядёт / Something Wicked This Way Comes                                       | • Что-то страшное грядёт / Something Wicked This Way Comes                                          |
| Лучший фильм-фэнтези               | • Воздушная дорога в Китай / High Road to China                                                  | |
| Лучший фильм-фэнтези               | • Крулл / Krull                                                                                  | |
| Лучший фильм-фэнтези               | • Никогда не говори «никогда» / Never Say Never Again                                            | |
| Лучший фильм-фэнтези               | • Осьминожка / Octopussy                                                                         | |
| Лучший фильм ужасов                | • Мёртвая зона / The Dead Zone                                                                   | • Мёртвая зона / The Dead Zone                                                                      |
| Лучший фильм ужасов                | • Кристина / Christine                                                                           | |
| Лучший фильм ужасов                | • Куджо / Cujo                                                                                   | |
| Лучший фильм ужасов                | • Крепость / The Keep                                                                            | |
| Лучший фильм ужасов                | • Сумеречная зона / Twilight Zone: The Movie                                                     | |
| Лучший актёр                       |                                                                                                  | • Марк Хэмилл — «Звёздные войны. Эпизод VI: Возвращение джедая» (за роль Люка Скайуокера)           |
| Лучший актёр                       | • Мэттью Бродерик — «Военные игры» (за роль Дэвида Лайтмана)                                     | |
| Лучший актёр                       | • Кристофер Рив — «Супермен 3» (за роль Кларка Кента / Супермена)                                | |
| Лучший актёр                       | • Рой Шайдер — «Голубой гром» (за роль офицера полиции Фрэнка Мэрфи)                             | |
| Лучший актёр                       | • Кристофер Уокен — «Мёртвая зона» (за роль Джонни Смита)                                        | |
| Лучшая актриса                     |                                                                                                  | • Луиза Флетчер — «Мозговой штурм» (за роль доктора Лиллиан Рейнольдс)                              |
| Лучшая актриса                     | • Бесс Армстронг — «Воздушная дорога в Китай» (за роль Евы «Эви» Тозер)                          | |
| Лучшая актриса                     | • Бобби Бреси — «Мавзолей» (за роль Сьюзен Уолкер Фаррелл)                                       | |
| Лучшая актриса                     | • Кэрри Фишер — «Звёздные войны. Эпизод VI: Возвращение джедая» (за роль принцессы Леи)          | |
| Лучшая актриса                     | • Элли Шиди — «Военные игры» (за роль Дженнифер Кэтрин Мак)                                      | |
| Лучший актёр второго плана         |                                                                                                  | • Джон Литгоу — «Сумеречная зона» (сегмент № 4) (за роль Джона Валентайна)                          |
| Лучший актёр второго плана         | • Скэтмэн Крозерс — «Сумеречная зона» (сегмент № 2) (за роль мистера Блума)                      | |
| Лучший актёр второго плана         | • Джонатан Прайс — «Что-то страшное грядёт» (за роль мистера Дарка)                              | |
| Лучший актёр второго плана         | • Билли Ди Уильямс — «Звёздные войны. Эпизод VI: Возвращение джедая» (за роль Лэндо Калриссиана) | |
| Лучший актёр второго плана         | • Джон Вуд — «Военные игры» (за роль доктора Стивена Фолкена)                                    | |
| Лучшая актриса второго плана       | • Кэнди Кларк — «Голубой гром» (за роль Кейт)                                                    | • Кэнди Кларк — «Голубой гром» (за роль Кейт)                                                       |
| Лучшая актриса второго плана       | • Мод Адамс — «Осьминожка» (за роль Осьминожки)                                                  | |
| Лучшая актриса второго плана       | • Аннетт О’Тул — «Супермен 3» (за роль Ланы Лэнг)                                                | |
| Лучшая актриса второго плана       | • Мег Тилли — «Психо 2» (за роль Мэри Лумис)                                                     | |
| Лучшая актриса второго плана       | • Натали Вуд — «Мозговой штурм» (за роль Карен Брейс)                                            | |
| Лучшая режиссура                   | • Джон Бэдэм за фильм «Военные игры»                                                             | • Джон Бэдэм за фильм «Военные игры»                                                                |
| Лучшая режиссура                   | • Вуди Аллен — «Зелиг»                                                                           | |
| Лучшая режиссура                   | • Дэвид Кроненберг — «Мёртвая зона»                                                              | |
| Лучшая режиссура                   | • Ричард Маркуанд — «Звёздные войны. Эпизод VI: Возвращение джедая»                              | |
| Лучшая режиссура                   | • Дуглас Трамбулл — «Мозговой штурм»                                                             | |
| Лучший сценарий                    | Рэй Брэдбери в 1975 году                                                                         | • Рэй Брэдбери — «Что-то страшное грядёт»                                                           |
| Лучший сценарий                    | Рэй Брэдбери в 1975 году                                                                         | • Джеффри Боум — «Мёртвая зона»                                                                     |
| Лучший сценарий                    | Рэй Брэдбери в 1975 году                                                                         | • Лоуренс Кэздан и Джордж Лукас — «Звёздные войны. Эпизод VI: Возвращение джедая»                   |
| Лучший сценарий                    | Рэй Брэдбери в 1975 году                                                                         | • Билл Кондон и Майкл Лофлин — «Странные захватчики»                                                |
| Лучший сценарий                    | Рэй Брэдбери в 1975 году                                                                         | • Лоуренс Ласкер и Уолтер Ф. Паркс — «Военные игры»                                                 |
| Лучшая музыка                      | [[Файл:\|270px]]                                                                                 | • Джеймс Хорнер за музыку к фильму «Мозговой штурм»                                                 |
| Лучшая музыка                      | [[Файл:\|270px]]                                                                                 | • Чарльз Бёрнстин — «Существо»                                                                      |
| Лучшая музыка                      | [[Файл:\|270px]]                                                                                 | • Джеймс Хорнер — «Крулл»                                                                           |
| Лучшая музыка                      | [[Файл:\|270px]]                                                                                 | • Джон Уильямс — «Звёздные войны. Эпизод VI: Возвращение джедая»                                    |
| Лучшая музыка                      | [[Файл:\|270px]]                                                                                 | • Джеймс Хорнер — «Что-то страшное грядёт»                                                          |
| Лучшие костюмы                     | • Эджи Джерард Роджерс и Нило Родис-Джамеро — «Звёздные войны. Эпизод VI: Возвращение джедая»    | • Эджи Джерард Роджерс и Нило Родис-Джамеро — «Звёздные войны. Эпизод VI: Возвращение джедая»       |
| Лучшие костюмы                     | • Милена Канонеро — «Голод»                                                                      | |
| Лучшие костюмы                     | • Энтони Мендельсон — «Крулл»                                                                    | |
| Лучшие костюмы                     | • Том Рэнд — «Пираты Пензенса»                                                                   | |
| Лучшие костюмы                     | • Рут Майерс — «Что-то страшное грядёт»                                                          | |
| Лучший грим                        | • Фил Типпетт, Стюарт Фриборн — «Звёздные войны. Эпизод VI: Возвращение джедая»                  | • Фил Типпетт, Стюарт Фриборн — «Звёздные войны. Эпизод VI: Возвращение джедая»                     |
| Лучший грим                        | • Дик Смит, Карл Фуллертон — «Голод»                                                             | |
| Лучший грим                        | • Джеймс Р. Скрибнер — «Кошмары»                                                                 | |
| Лучший грим                        | • Гэри Лиддиард, Джеймс Р. Скрибнер — «Что-то страшное грядёт»                                   | |
| Лучший грим                        | • Кен Брук — «Странные захватчики»                                                               | |
| Лучшие спецэффекты                 | Ричард Эдланд                                                                                    | • Ричард Эдланд, Деннис Мьюрен, Кен Ралстон — «Звёздные войны. Эпизод VI: Возвращение джедая»       |
| Лучшие спецэффекты                 | Ричард Эдланд                                                                                    | • (Entertainment Effects Group) — «Мозговой штурм»                                                  |
| Лучшие спецэффекты                 | Ричард Эдланд                                                                                    | • Иэн Уингров — «Никогда не говори „никогда“»                                                       |
| Лучшие спецэффекты                 | Ричард Эдланд                                                                                    | • Ли Дайер — «Что-то страшное грядёт»                                                               |
| Лучшие спецэффекты                 | Ричард Эдланд                                                                                    | • Чак Комиски, Кеннет Джонс, Лоуренс Э. Бенсон (Private Stock Effects Inc.) — «Странные захватчики» |

### Специальные награды
| Награда                                         | Лауреаты      | Лауреаты        |
| ----------------------------------------------- | ------------- | --------------- |
| Премия Джорджа Пала (George Pal Memorial Award) | Николас Мейер | • Николас Мейер |
| Президентская премия (President’s Award)        | Роджер Корман | • Роджер Корман |